# 杨新社
杨新社（英語：Xin-She Yang；1965年—），原籍河南省尉氏县，華裔英國计算机科学家，英国国家物理实验室高级研究科学家。牛津大学應用数学哲学博士。目前任教於密德薩斯大學。

## 學術貢獻
楊新社在剑桥大学创新和发展了3種启发式优化算法包括：萤火虫算法（2008年）、布谷鸟搜索算法（2009）和蝙蝠算法（2010），另發表許多仿生算法相關論文。
多次应邀为至国际学术大会做主题演讲，如SEA2011，BIOMA2012 ，孟德尔软计算大会（Mendel'2012），国际计算科学会议（ICCS2015）及巴西国际计算机科学及图像处理年会（SIBGRAP2015)。
其發明的算法已成为重要的优化工具，在人工智能，机器学习，数据挖掘，神经计算，优化设计及工程等有重要的应用。2009年以来，约有2200多篇关于萤火虫算法、布谷鸟搜索、蝙蝠算法的学术期刊研究论文。
與van Flander共同提出Flandern-Yang假设，这一理论是与著名的阿莱效应（Allais effect)来解释重力变化等现象有关，曾經在印尼的国家日报报导。

## 榮譽
- 1996：牛津大学嘉赛德奖。
- 2016：汤森路透公布的全球高被引科学家[18]。

## 著作
楊新社著作超過15本書，並參與超過20本書的編輯。並發表超過250篇的學術期刊論文。